# Diritti LGBT in Bielorussia
I diritti delle persone LGBT (lesbiche, gay, bisessuali e transgender) in Bielorussia sono differenti rispetto a quelli per le persone eterosessuali. L'omosessualità è legale in Bielorussia ma le famiglie composte da coppie dello stesso sesso non dispongono delle stesse protezioni legali disponibili alle coppie etero.
Molti cittadini del paese credono che "l'omosessualità sia una malattia psicologica" e molte persone LGBT in Bielorussia tendono a nascondere il loro orientamento sessuale. Coloro che rivelano la propria omosessualità solitamente affrontano molestie, violenze e abusi fisici.

## Diritto penale bielorusso
L'omosessualità è stata decriminalizzata nel 1994. L'età del consenso per le persone omosessuali è la stessa di quelle eterosessuali.

## Tutele per le coppie omosessuali
Secondo la Costituzione del 1994 (articolo 32) e il "codice di matrimonio e famiglia" (articoli 1 e 12), il matrimonio è "un contratto civile specifico, concluso davanti ad un organo statale e limitato a due persone di sesso opposto". Questa esigenza finale rende il matrimonio inaccessibile alle coppie omosessuali.
In Bielorussia non esiste nessun'altra regolamentazione per tutelare le coppie omosessuali che sia l'unione civile o la coabitazione.

## Protezioni dalle discriminazioni
Il Codice del Lavoro (articolo 14) vieta la discriminazione nel campo lavorativo. Tuttavia, l'orientamento sessuale è lasciato fuori dall'elenco delle caratteristiche sociali sulla base delle quali la discriminazione è legalmente vietata.
La persecuzione in base all'orientamento sessuale non è esplicitamente riconosciuta in diritto come base per la concessione dello status di rifugiato.

## Servizio militare
Secondo il Ministero della difesa bielorusso e il centro per lo studio delle minoranze sessuali nel settore militare dell'Università della California, la Bielorussia vieta agli omosessuali di poter intraprendere il servizio militare.
AILGBT-Bielorussia ha documentato almeno cinque casi di uomini gay di Gomel che non hanno potuto servire nell'esercito a causa del loro orientamento sessuale.
Non si segnalano casi di molestie di gay nell'esercito, ma questo può essere associato al fatto che le persone omosessuali nascondono il proprio orientamento sessuale.

## Opinione pubblica
Da un sondaggio condotto da Lambda Belarus nell'aprile 2002 si è riscontrato che il 47% dei bielorussi pensava che gli omosessuali dovessero essere imprigionati. I giovani si sono dimostrati maggiormente tolleranti nei confronti dell'omosessualità.
Nel 2007 il centro d'informazione TEMA e MyGomel.com hanno organizzato una votazione sull'opinione dei giovani della regione di Gomel nei confronti degli omosessuali. Si è scoperto che il 47,6% provava dei sentimenti negativi nei loro confronti mentre il 10% voleva criminalizzare l'omosessualità.
Un sondaggio del 2017 di Pew Research Center ha rivelato che il 16% dei residenti bielorussi si diceva favorevole al matrimonio egualitario, mentre l'81% si opponeva all'idea. I più giovani sono maggiormente inclini ad accettarlo rispetto agli anziani (22% vs 14%).

## Tabella riassuntiva
| Depenalizzazione dell'omosessualità                                                                           | (dal 1994)                   |
| Uguale età del consenso rispetto agli eterosessuali                                                           | Si                           |
| Divieto di discriminazione nel posto di lavoro                                                                | No                           |
| Divieto di discriminazione nella fornitura di beni e servizi                                                  | No                           |
| Leggi anti-discriminazione in tutti gli altri settori (inclusa discriminazione diretta ed espressioni d'odio) | No                           |
| Matrimonio egualitario                                                                                        | (incostituzionale dal 1994)  |
| Unione civile                                                                                                 | No                           |
| Adozione congiunta per le coppie dello stesso sesso                                                           | No                           |
| Diritto per le persone LGBT di poter servire nelle forze armate                                               | No                           |
| Diritto di cambiare genere legale                                                                             | Si può fare, ma è difficile. |
| Accesso alla fecondazione in vitro per le coppie lesbiche                                                     | No                           |
| Maternità surrogata                                                                                           | No                           |
| Permesso di donare il sangue                                                                                  | No                           |